# Бардон, Этьенн
Этьенн Бардон (фр. Étienne Bardon; род. 16 июля 1943, Анже) — французский дирижёр и кларнетист.
Учился в консерватории своего родного города как кларнетист, затем окончил Парижскую консерваторию по классам кларнета (1964) и камерного ансамбля (1966). С 1966 г. играл на кларнете в Оркестре республиканской гвардии, подчинённом Национальной жандармерии Франции. Одновременно руководил Оркестром парижских студентов. С 1969 г. кларнетист Страсбургского филармонического оркестра, одновременно изучал дирижирование в Страсбургской консерватории, затем также в Штутгартской высшей школе музыки (под руководством Томаса Унгара). В 1972 году получил первую премию Безансонского конкурса молодых дирижёров в номинации для музыкантов, не имеющих завершённого дирижёрского образования. Преподавал кларнет в Страсбургской консерватории.
В 1977—1978 гг. работал вторым дирижёром в Рейнском симфоническом оркестре в Мюлузе, затем в 1980—1981 гг. в Страсбургском филармоническом оркестре (под руководством Алена Ломбара). С 1987 г. руководил камерным оркестром Страсбургской консерватории; в 1988 г. осуществил вместе с оркестром премьеру «Маленькой симфонии для Страсбурга» Энтони Бёрджесса. В 1993—1996 гг. куратор Сезонов камерной музыки в Страсбурге. В 2005 г. вышел в отставку из консерватории и оркестра и с 2007 г. руководит другим музыкальным коллективом города — оркестром «Филармония».